# Corera
Corera település Spanyolországban, La Rioja autonóm közösségben.  Lakosainak száma 273 fő (2024).

## Népesség
A település népessége az elmúlt években az alábbi módon változott:
| Lakosok száma | 254  | 266  | 292  | 277  | 279  | 276  | 255  | 257  | 286  | 273  |
|               | 2001 | 2004 | 2007 | 2009 | 2012 | 2014 | 2017 | 2019 | 2022 | 2024 |